# Ronde van Spanje 2021/Zeventiende etappe
De zeventiende etappe van de Ronde van Spanje 2021 werd verreden op 1 september van Unquera naar de Meren van Covadonga. Het betrof een bergetappe over 185,8 kilometer.

## Uitslag
| Unquera – Meren van Covadonga (185,8 km) |      |       |      |
| Plaats                                   | Naam | Ploeg | Tijd |
| Winnaar                                  |      |       |      |
| 2                                        |      |       |      |
| 3                                        |      |       |      |

| Algemeen klassement |      |       |      |
| Plaats              | Naam | Ploeg | Tijd |
| Rode trui           |      |       |      |
| 2                   |      |       |      |
| 3                   |      |       |      |

## Nevenklassementen
| Puntenklassement |      |       |        |
| Plaats           | Naam | Ploeg | Punten |
| Groene trui      |      |       |        |
| 2                |      |       |        |
| 3                |      |       |        |

| Bergklassement        |      |       |        |
| Plaats                | Naam | Ploeg | Punten |
| Bolletjestrui (blauw) |      |       |        |
| 2                     |      |       |        |
| 3                     |      |       |        |

| Jongerenklassement |      |       |        |
| Plaats             | Naam | Ploeg | Punten |
| Witte trui         |      |       |        |
| 2                  |      |       |        |
| 3                  |      |       |        |

| Ploegenklassement |       |      |
| Plaats            | Ploeg | Tijd |
|                   |       |      |
| 2                 |       |      |
| 3                 |       |      |

## Opgaves
- Sander Armée (Team Qhubeka NextHash): Opgave tijdens de etappe vanwege een sleutelbeenbreuk
- Kenny Elissonde (Trek-Segafredo): Opgave tijdens de etappe
- Itamar Einhorn (Israel Start-Up Nation): Opgave tijdens de etappe
- Mikel Landa (Bahrain-Victorious): Opgaven tijdens de etappe
- Luis León Sánchez (Astana-Premier Tech): Opgave tijdens de etappe

1e etappe ·
2e etappe ·
3e etappe ·
4e etappe ·
5e etappe ·
6e etappe ·
7e etappe ·
8e etappe ·
9e etappe ·
10e etappe ·
11e etappe ·
12e etappe ·
13e etappe ·
14e etappe ·
15e etappe ·
16e etappe ·
17e etappe ·
18e etappe ·
19e etappe ·
20e etappe ·
21e etappe
Startlijst · Eindstanden · Afbeeldingen